# خورخي إنريكيز (لاعب كرة قدم)
خورخي إنريكيز (بالإسبانية: Jorge Enríquez García) هو لاعب كرة قدم مكسيكي، ولد في 8 يناير 1991 في مكسيكالي في المكسيك. شارك مع منتخب المكسيك تحت 20 سنة لكرة القدم ومنتخب المكسيك لكرة القدم. أما مع النوادي، فقد لعب مع كلوب ليون ونادي غوادالاخارا.

## وصلات خارجية
- خورخي إنريكيز على موقع الاتحاد الدولي (مؤرشف)  (الإنجليزية)
- خورخي إنريكيز على موقع قاعدة بيانات كرة القدم.إي يو (الإنجليزية)
- خورخي إنريكيز على موقع ناشيونال فوتبول تيمز (الإنجليزية)
- خورخي إنريكيز على موقع Soccerway.com (الإنجليزية)
- خورخي إنريكيز على موقع اللجنة الأولمبية الدولية (الإنجليزية)
- خورخي إنريكيز على موقع أوليمبيديا (الإنجليزية)
- خورخي إنريكيز على موقع AS.com (الإسبانية)